# Pocoihuén
Pocoihuén es un poblado en el margen oeste del estuario del Reloncaví frente a la ciudad de Cochamó, la cual se ubica al este del estuario. Forma parte integrante de la comuna de Cochamó, en la Región de Los Lagos, Chile.
Pocoihuén se encuentra 14 kilómetros al sur de la bifurcación del camino Ensenada a Ralún. En sus proximidades se encuentran el Parque nacional Alerce Andino y la Reserva nacional Llanquihue. Desde esta localidad es posible acceder al Lago Chapo ubicado a 13 kilómetros de esta localidad, el río Culilí, la península Rollizo y la laguna Link.
En el tramo final de la ruta V-755, encontramos la localidad de Pocoihuén Bajo,  localidad que vivencia una cultura ligada al borde oeste del Estuario del Reloncaví, vínculo que se construye entre las laderas, bosques de cordillera, playas y roqueríos. Aquí se emplaza la iglesia, la escuela y sede social de esta localidad. La comunidad se encuentra constituida por familias que integran las labores de campo a una escala sustentable, buscando e integrando su saber popular y nuevas tecnologías. 
Se puede acceder a Pocoihuén por tierra desde Puerto Varas vía  Ensenada o cruzando en lancha desde Cochamó.
Próximo a Poicohuén se encuentra Cochamó, sector donde se ubica el Aeródromo Cochamó.